# Bismut(III)-chlorid
Bismuttrichlorid ist eine chemische Verbindung zwischen Bismut und Chlor mit der Summenformel BiCl3. Es ist ein farbloser Feststoff.

## Gewinnung und Darstellung
Bismut(III)-chlorid lässt sich entweder direkt aus den Elementen oder durch Reaktion von Bismut(III)-oxid mit Salzsäure gewinnen.
{\displaystyle {\ce {2Bi + 3Cl2 -> 2BiCl3}}}
{\displaystyle {\ce {Bi2O3 + 6HCl -> 2BiCl3 + 3H2O}}}

## Eigenschaften

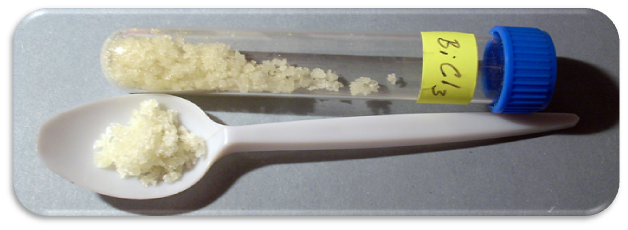
Bismut(III)-chlorid

Bismut(III)-chlorid bildet weiße, zerfließliche Kristalle, die nach Chlorwasserstoff riechen. Die Struktur des Bismut(III)-chlorids entspricht derjenigen des Bismut(III)-fluorids. Sie stellt eine verzerrte Uran(III)-chlorid-Struktur dar.
Bismut(III)-chlorid reagiert mit Wasser zu unlöslichem Bismutchloridoxid, die Reaktion kann jedoch durch ansäuern unterdrückt werden.
{\displaystyle {\ce {BiCl3 + H2O -> BiOCl v + 2 HCl}}}
Bismut(III)-chlorid ist eine Lewis-Säure, mit Chlorid-Donoren wie Natriumchlorid bilden sich anionische Komplexe der Form ECl4−, ECl52− oder ECl63−.
Im Gegensatz zu Arsen- und Antimon(III)-chlorid lässt sich Bismut(III)-chlorid nicht zu Bismut(V)-chlorid oxidieren.

## Verwendung
Durch Reaktion von Natriumwolframat mit Bismut(III)-chlorid können Bismutwolframat und Natriumchlorid gewonnen werden.
{\displaystyle \mathrm {2\ BiCl_{3}+3\ Na_{2}WO_{4}\ \longrightarrow {}\ Bi_{2}(WO_{4})_{3}\downarrow +6\ NaCl} }